# Candelaria (Fluss)
Der Río Candelaria ist ein ca. 400 km langer Fluss in Mesoamerika, der in Guatemala entspringt und in die Laguna de Términos mündet, wo sich das Süßwasser der einmündenden Flüsse mit dem Salzwasser des Golfs von Mexiko mischt.

## Verlauf
Der stark mäandrierende Río Candelaria entspringt – je nach Regenfällen – in wechselnder Höhe (max. ca. 120 m) in den Hügeln des Petén im nördlichen Guatemala und fließt anschließend in westliche und nördliche Richtungen durch die vom Menschen lange Zeit nahezu unberührten Urwaldlandschaften Nordguatemalas und Südostmexikos.

## Nebenflüsse
Mehrere kleinere Nebenflüsse münden in ihn (Río La Esperanza, Río Caribe, Río La Joroba und Río Toro). Wegen der flachen Landschaft in seiner Umgebung kann er nicht gestaut werden.

## Geschichte
Die Flussufer gehörten einst zum Siedlungsgebiet der Tiefland-Maya. Im Jahr 1525 unternahm der spanische Conquistador Hernán Cortés eine Expedition durch den Südosten Mexikos in Richtung Honduras. Am Ufer des Río Candelaria bei Itzamkanac soll er den letzten Aztekenherrscher Cuauhtémoc und dessen Begleitung hingerichtet haben. Heute werden weite Uferbereiche (vor allem in Mexiko) landwirtschaftlich genutzt.

## Sehenswürdigkeiten
Mehrere kleinere bis mittelgroße Maya-Stätten säumen die Ufer des Río Candelaria – die größte ist Itzamkanac (ca. 23 km südöstlich der Kleinstadt Candelaria).